# Machiko Washio
Machiko Washio (鷲尾 真知子?, Washio Machiko; Prefettura di Kanagawa, 2 giugno 1949) è un'attrice e doppiatrice giapponese.

## Biografia
Ha lavorato soprattutto nei live action e nel doppiaggio di anime. È maggiormente conosciuta per aver doppiato Sakura in Lamù.

## Filmografia

### Cinema
- No yohna mono, regia di Yoshimitsu Morita (1981)
- Shukuji, regia di Tomio Kuriyama (1985)
- Itoshi no Chi-Pappa, regia di Tomio Kuriyama (1986)
- The Red Spectacles (Akai Megane), regia di Mamoru Oshii (1987)
- Koiko no Mainichi, regia di Akiyoshi Kimata (1988)
- Sayonara konnichiwa, regia di Yoichiro Fukuda (1990)
- Kuroi ie, regia di Yoshimitsu Morita (1999)
- Sennen no koi - Hikaru Genji monogatari, regia di Tonkô Horikawa (2001)
- Niji no megami, regia di Naoto Kumazawa (2006)
- Tegami, regia di Jirô Shôno (2006)
- Ō-oku - Il film (Ooku Oh!-oku), regia di Tōru Hayashi (2006)
- Tenten, regia di Satoshi Miki (2007)
- A Matter of Sharing, regia di Shinji Kuma (2023)

### Televisione
- Yama onna kabe onna – serie TV, episodio 1x01 (2007)
- Sasaki fusai no jingi naki tatakai – serie TV, episodio 1x01 (2008)
- Freeter, ie o kau. (Furītā, ie o kau.) – serie TV, 10 episodi (2010)
- Meitantei Conan - Kudō Shin'ichi e no chōsenjō - Kaitori densetsu no nazo (Meitantei Konan - Kudō Shin'ichi e no chōsenjō ~Kaitori densetsu no nazo~), regia di Tsukasa Shirakawa – film TV (2011)
- Rich Man, Poor Woman – serie TV, episodi 1x03-1x10 (2012)

## Doppiaggio
- Laputa - Castello nel cielo (Duffy)
- Gosenzo-sama Banbanzai (Tamiko Yomota)
- Il mio vicino Totoro (maestra della scuola elementare)
- Lamù (Sakura)